# Katrin Borchert
Katrin Borchert (Waren, 4 novembre 1969) è un'ex canoista tedesca naturalizzata australiana. Vinse tre medaglie ai Giochi olimpici: una d'argento per la Germania a Barcellona 1992 nel K-4 500 metri, e due di bronzo per l'Australia, a Atlanta 1996 nel K-2 500 metri, e a Sydney 2000 nel K-1 500 metri.

## Palmarès

### Per la Repubblica Democratica Tedesca
- Campionati mondiali di canoa/kayak

Plovdiv 1989: oro nel K1 500 m; oro nel K1 5000 m; oro nel K4 500 m

### Per la Repubblica Federale Tedesca
- Campionati mondiali di canoa/kayak

Poznań 1990: oro nel K1 5000 m; bronzo nel K1 500 m; bronzo nel K2 500 m; bronzo nel K4 500 m

### Per la Germania
- Giochi olimpici

Barcellona 1992: argento nel K-4 500 m
- Campionati mondiali di canoa/kayak

Parigi 1991: oro nel K1 500 m; bronzo nel K4 500 m; bronzo nel K1 5000 m;

### Per l'Australia
- Giochi olimpici

Atlanta 1996: bronzo nel K-2 500 m
Sydney 2000: bronzo nel K-1 500 m
- Campionati mondiali di canoa/kayak

Dartmouth 1997: argento nel K2 500 m; argento nel K2 1000 m;
Seghedino 1997: oro nel K2 1000 m; oro nel K2 500 m; argento nel K1 500 m; bronzo nel K1 1000 m;
Milano 1999: oro nel K2 1000 m;
Poznań 2001: argento nel K1 500 m; argento nel K2 1000 m; bronzo  nel K1 1000 m;